# Катастрофа Ту-134 под Киевом
Катастро́фа Ту-134 под Ки́евом — авиационная катастрофа, произошедшая в четверг 16 сентября 1971 года в районе Киева с Ту-134 венгерской авиакомпании Malév, при этом погибли 49 человек.

## Самолёт
Ту-134 с заводским номером 9350801 и серийным 08-01 был выпущен Харьковским авиационным заводом в 1968 году. Самолёт продали венгерской авиакомпании Malév, где он получил регистрационный номер HA-LBD. Для авиакомпании это был второй самолёт данного типа. Пассажировместимость салона составляла 72 места.

## Экипаж
- Командир (КВС) — Шандор Месарош (венг. Mészáros Sándor)
- Второй пилот — Ласло Вереш (венг. Veres László)
- Штурман-проверяющий — Шандор Папп (венг. Papp Sándor)
- Штурман — Андор Деак (венг. Deák Andor)
- Бортрадист — Мартон Такач (венг. Takács Márton)
- Стюардессы:
  - Валерия Соке (венг. Szőke Valéria)
  - Каталин Секелихиди (венг. Székelyhídi Katalin)
  - Жужанна Такач (венг. Takács Zsuzsanna)

## Катастрофа
Самолёт выполнял пассажирский рейс 110 из Будапешта в Киев, при этом пассажирами в основном была рабочая делегация, которая направлялась сперва в Киев, чтобы оттуда уже направиться в Крым. Задержавшись на час из-за плохой погоды, рейс 110 с 8 членами экипажа и 41 пассажиром на борту вылетел из Будапешта и после набора высоты занял эшелон 9700 метров. По данным прогноза погоды, в киевском аэропорту Борисполь в это время стояла пасмурная погода. Вертикальная видимость составляла 80 метров, а горизонтальная — 1700 метров. У командира экипажа метеорологический минимум составлял 150 на 1800 метров, поэтому в данной ситуации в качестве запасного аэродрома была выбрана Одесса, однако командир всё равно направился к Киеву, надеясь на некоторое улучшение погоды.
Но затем на 50-й минуте полёта система переключила питание электрических цепей 28 вольт на аварийную схему, так как отказали все 4 генератора мощностью 12 кВт. Как позже будет установлено, сами генераторы были исправны, причиной задействований аварийной схемы стал сбой в работе автоматики. Также сбоем оказался последовавший затем сигнал о срабатывании противопожарной системы. На высоте 3700 метров экипаж перешёл на связь с диспетчером Бориспольского аэропорта. Бортовые системы авиалайнера питались от аккумуляторных батарей, а потому экипажу следовало бы объявить чрезвычайную ситуацию, тогда ему дали бы сразу прямой заход. Однако венгерский экипаж не доложил об этом, а потому рейс 110 был отправлен по стандартной схеме захода на посадку. Также экипажу следовало в данной ситуации отключить лишние электрические приборы и оборудования, как, например, холодильник и кухню. Однако это тоже не было сделано, что заметно сократило время работы от батарей.
Заход выполнялся с южной стороны, а в это время видимость в аэропорту упала до 700 метров. Диспетчер спросил у КВС, какой у того метеорологический минимум, на что получил обманчивый ответ, что 60 на 600 метров. Так как рейс 110 уже значительно отклонился от глиссады, то он был отправлен на второй круг. При повторном заходе экипаж уже завершил четвёртый разворот преждевременно и оказался в 3 километрах правее, поэтому вновь был вынужден прерывать заход. Однако к тому времени аккумуляторные батареи уже разрядились, из-за чего навигационные приборы стали отказывать, а в условиях полёта в низкой облачности это привело к тому, что экипаж был дезориентирован и не заметил, как перешёл в крутое снижение. Когда самолёт на высоте 50—70 метров вышел из облаков и пилоты увидели землю, то у них уже не хватило времени на исправление ситуации. В 11:43 в 28 километрах севернее аэропорта на скорости 500—580 км/ч Ту-134 зацепил правой плоскостью землю, а затем фюзеляж ударился о землю и врезался в железнодорожную насыпь, в результате чего полностью разрушился.

## Причины
В ходе расследования комиссия пришла к выводу, что к катастрофе привела трагическая цепь различных факторов, в том числе сбой в работе электропитания, сложные погодные условия в Киеве и при этом излишняя самоуверенность командира, экипаж забыл отключить лишние приборы и не объявлял чрезвычайную ситуацию. В результате после 29 минут полёта на аккумуляторных батареях авиалайнер оказался обесточен, а экипаж потерял контроль над ситуацией.